# Arvtagerskan (film, 1949)
Arvtagerskan är en amerikansk film från 1949, i regi av William Wyler. Det är en filmatisering av Ruth och Augustus Goetz pjäs med samma namn, och de skrev även filmmanuset. Historien är i sin tur byggd på Henry James bok Washington Square från 1880. Filmen tilldelades fyra Oscar, där den mest prestigefyllda gick till Olivia de Havilland för bästa kvinnliga huvudroll. Hon vann också en Golden Globe för rollen. Vidare vann filmen även Oscars för bästa kostym, bästa musik och bästa scenografi.

## Handling
Den blyge Catherine Sloper träffar den charmige Morris Townsend som visar henne stort intresse och hon blir kär i honom. Catherines far Austin är dock övertygad om att han bara vill åt familjens förmögenhet.

## Rollista
- Olivia de Havilland - Catherine Sloper
- Montgomery Clift - Morris Townsend
- Ralph Richardson - Austin Sloper
- Miriam Hopkins - Lavinia Penniman
- Vanessa Brown - Maria
- Betty Linley - Mrs. Montgomery
- Ray Collins - Jefferson Almond
- Mona Freeman - Marian Almond
- Selena Royle - Elizabeth Almond